# Clypeispora angustifoliorum
Clypeispora angustifoliorum är en svampart som beskrevs av A.W. Ramaley 1991. Clypeispora angustifoliorum ingår i släktet Clypeispora och familjen Mycosphaerellaceae.   Inga underarter finns listade i Catalogue of Life.